# Zabłoć (rejon grodzieński)
Zabłoć (biał. Забалаць, Zabałać) – wieś na Białorusi, w obwodzie grodzieńskim, w rejonie grodzieńskim, w sielsowiecie Putryszki. 
24 kwietnia 2008 roku część wsi została włączona w granice Grodna.
W latach 1921–1939 Zabłoć należała do gminy Wiercieliszki.